# Рієті

Рієті (італ. Rieti) — муніципалітет в Італії, у регіоні Лаціо, столиця провінції Рієті.
Рієті розташоване на відстані близько 65 км на північний схід від Рима.
Населення — 47 729 осіб (2014).

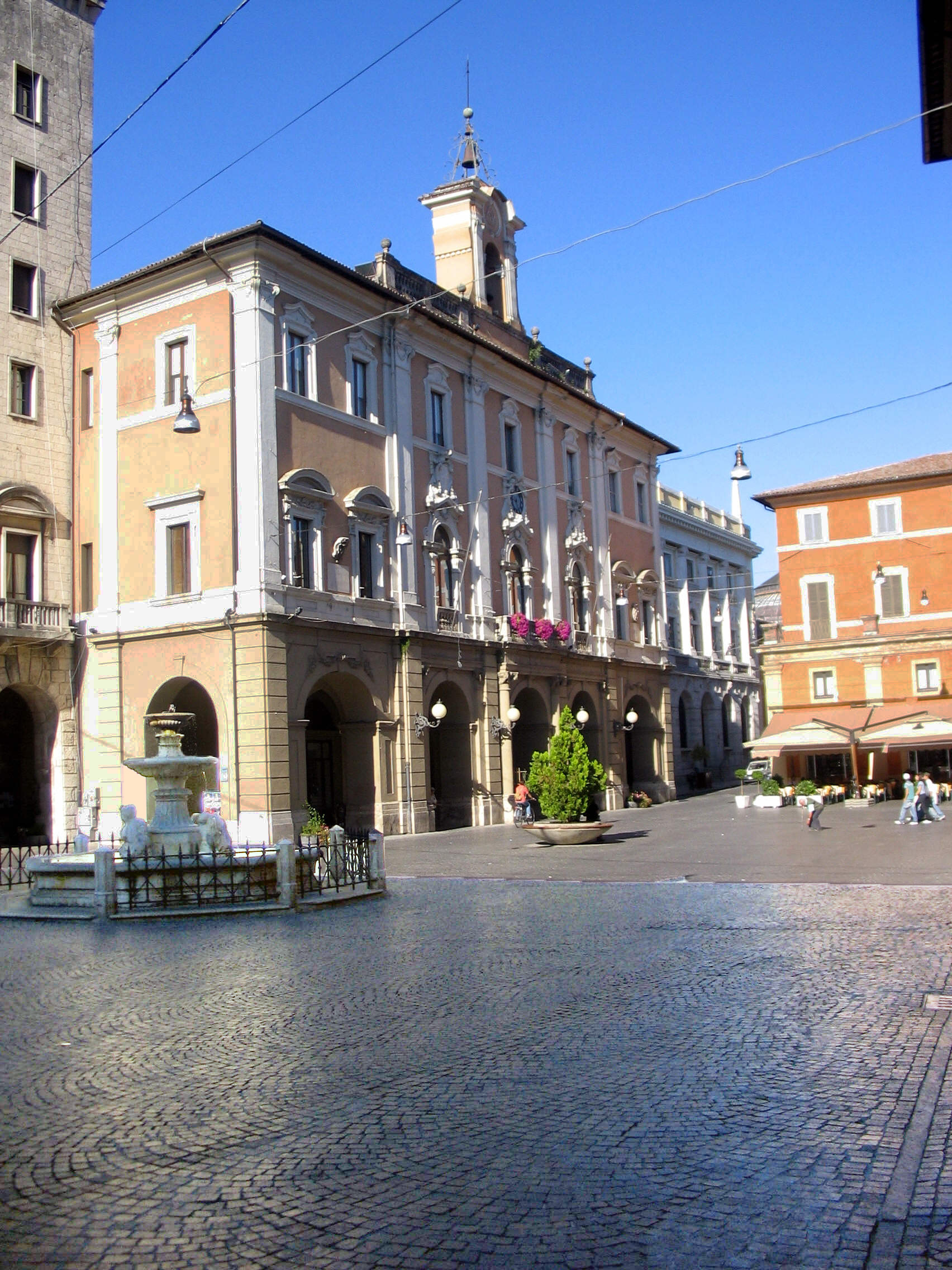

Щорічний фестиваль відбувається 4 грудня. Покровитель — Santa Barbara.

## Демографія
Населення за роками:

Станом на 1 січня 2023 року в муніципалітеті офіційно проживали 3472 іноземці з 96 країн, серед них 1031 громадянин країн Євросоюзу та 287 громадян України.

## Уродженці
- П'єтро Маріані (*1962) — відомий у минулому італійський футболіст, захисник, півзахисник, згодом — тренер.

## Сусідні муніципалітети
- Бельмонте-ін-Сабіна
- Канталіче
- Касперія
- Кастель-Сант'Анджело
- Читтадукале
- Коллі-суль-Веліно
- Кончерв'яно
- Контільяно
- Греччо
- Лонгоне-Сабіно
- Мічильяно
- Монте-Сан-Джованні-ін-Сабіна
- Монтенеро-Сабіно
- Поджо-Бустоне
- Риводутрі
- Роккантіка
- Стронконе
- Терні
- Торричелла-ін-Сабіна

## Персоналії
- Джузеппе Оттавіо Пітоні (1657–1743) — бароковий композитор, органіст, капельмейстер та музикознавець